# Valerio Massimo Manfredi
Valerio Massimo Manfredi (ur. 8 marca 1943 w Piumazzo di Castelfranco Emilia, w prowincji Modena) – włoski pisarz, filolog klasyczny i archeolog (specjalista w topografii świata antycznego).
Wykłada m.in. w Mediolanie (Katolicki Uniwersytet Najświętszego Serca), Wenecji, Paryżu, Chicago, ponadto jest publicystą i scenarzystą filmowym. Mieszka w swoim wiejskim domu w Modenie razem z żoną Christine Fedderson Manfredi, która tłumaczy jego dzieła na angielski.
W jego literackim dorobku znajduje się kilkanaście powieści historycznych:
Trylogia Alexandros
- Dziecko snu (Il figlio del sogno, 1998)
- Piaski Ammona (Le sabbie di Amon, 1998)
- Kraniec Świata (Il confine del mondo, 1998)

Pozostałe dzieła
- Palladion (1988)
- Spartanin (Lo scudo di Talos, 1990)
- Wyrocznia (L'oracolo, 1992)
- Herosi (Le paludi di Hesperia, 1995)
- Wieża (La torre della solitudine, 1997)
- Faraon (Il faraone delle sabbie, 1998)
- Vignola 1575 - Un oscuro delitto (1999)
- Akropolis. La grande epopea di Atene (2000)
- Chimaira (2001)
- I cento cavalieri - krótki zbiór opowiadań (2002)
- Ostatni legion (L'ultima legione, 2002)
- Tyran (Il tiranno, 2003)
- L'isola dei morti (2004)
- Imperium smoków (L'impero dei draghi, 2005)

Eseje
- Morze Greckie (Mare Greco. Eroi ed esploratori del mondo antico, 1994)
- Celtowie w Italii (I Celti in Italia, 1999)
- Grecy Zachodni (I Greci d'occidente, 2000)
- Etruskowie w Dolinie Padana (Gli Etruschi in Val Padana, 2003)